# メイン島
メイン島（Mayne Island）は、ジョージア海峡内に浮かぶガルフ諸島の島の一つである。カナダのブリティッシュコロンビア州に属し、最大都市バンクーバーと州都ビクトリアのほぼ中間に位置する。面積は21平方キロメートル、人口は約900人である。島在住の有名人として、子供達に人気がある芸能人のラッフィ（Raffi）が良く知られている。
1794年、ジョージ・バンクーバー船長がジョージナ・ポイントを訪れ、この地にキャンプを張った。一世紀もの年月を経た後、初期の開拓者により船の船員が残した金貨やナイフが発見された。
イギリス海軍のジョージ・リチャード船長（船名：HMSプランパー号）が一帯を調査した。そして副船長のリチャード・チャールズ・メインの名をとって、島の名前をメイン島と名付けた。
本格的に入植が始まるのは1800年代の中期になってからで、当時は大陸本土がカリブー・フレーザーリバーと二つのゴールドラッシュに沸き、バンクーバー島の鉱夫達が、一攫千金を狙いジョージア海峡を渡る前の拠点として、島へ集結するようになった。また1859年には初期の農夫達によって、マイナーズベイ一帯の土地契約が取り交わされた。
1800年代後半には、メイン島はガルフ諸島一帯における政治経済の中心地として発展していた。特に島の中心地のマイナーズベイ地区は、アクティブ海峡を横断する船の寄港地として古くから賑わいを見せていた。当地が寄港地となったのは、アクティブ海峡が穏やかな島の内湾とは対照的に、海流の流れが速かった為である。ちなみに海峡の名称は、初めて海峡を通過したアメリカの蒸気船USSアクティブ号に由来している。
古くから毎年秋には収穫祭が催されており、現代でも農業センターにおいて開催されている。
1800年代から1930年代の建物が残るビラジベイ地区が現在の定期船の寄港地となっており、BCフェリーの定期船がビレッジベイとツワッセン（バンクーバー）・シュワルツベイ（ビクトリア）を結んでいる。
以上英語版より翻訳
戦前、日本の鳥取県の漁師が当地に移住した歴史があり、現在は島の南西部に日本庭園がある。
座標: 北緯48度50分42秒 西経123度16分51秒 / 北緯48.84500度 西経123.28083度